# Fabrício Werdum

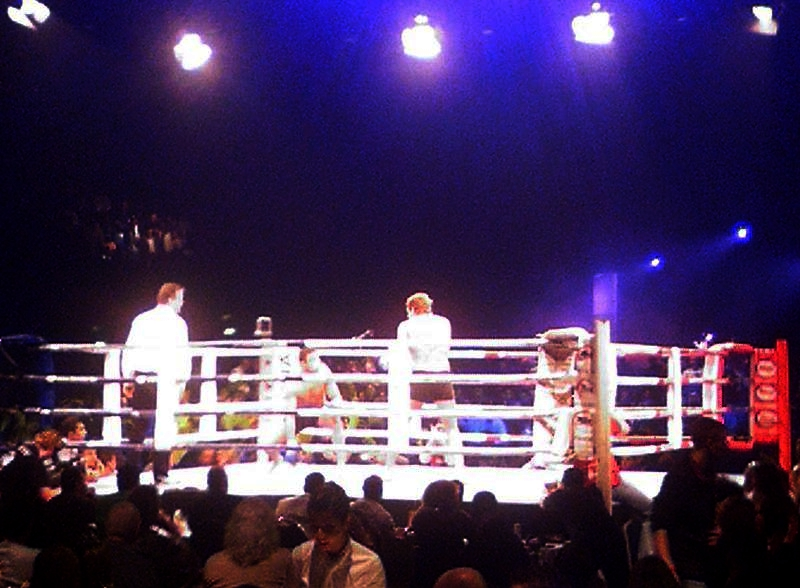
Fabrício Werdum tegen Alexander Emelianenko tijdens PRIDE & HONOR 2006

Fabrício Werdum (Porto Alegre, 30 juli 1977) is een Braziliaans MMA-vechter. Hij was van 13 juni 2015 tot 14 mei 2016 wereldkampioen in de zwaargewichtdivisie van de UFC.
Werdum was de eerste vechter ooit die Fjodor Jemeljanenko daadwerkelijk versloeg, nadat die in de eerste tien jaar en 33 wedstrijden van zijn loopbaan alleen een keer verloor door een omstreden beslissing van een ringarts om de partij te staken. Werdum versloeg hem door middel van een triangle armbar tijdens het Strikeforce-evenement dat gehouden werd op 26 juni 2010.

## Ultimate Fighting Championship
Werdum begon met Braziliaans jiujitsu (BJJ) nadat hij tijdens een ruzie met de vriend van een ex-vriendin in een wurggreep werd genomen. Hij behaalde vervolgens vier wereldtitels in BJJ en twee in submission grappling. In de tussentijd debuteerde hij in juni 2002 in MMA bij de Millennium Brawl-bond. Van zijn eerste vijf gevechten won hij er vier en eindigde er één gelijk.
Werdum tekende vervolgens bij Pride, waarvoor hij in februari 2005 debuteerde. Hij versloeg die dag Tom Erikson (submissie) door middel van een verwurging (rear naked choke). Hij leed in oktober 2005 voor het eerst in zijn profcarrière een nederlaag, toen Sergei Kharitonov hem versloeg (verdeelde jurybeslissing). Van de zeven gevechten die hij uiteindelijk vocht onder de vlag van Pride, won hij er vijf. Hij versloeg daarbij onder anderen Alistair Overeem (submissie). Zijn tweede verliespartij bij Pride was tegen Antônio Rodrigo Nogueira (unanieme jurybeslissing).
Werdum vocht in april 2007 voor het eerst binnen de UFC. Hij verloor van voormalig wereldkampioen Andrei Arlovski (unanieme jurybeslissing). Werdum won zijn volgende twee partijen (tweemaal technische knock-out), waarna Junior dos Santos hem knock-out sloeg. Daarmee kwam een einde aan Werdums eerste dienstverband bij de UFC en verkaste hij naar Strikeforce. Hier boekte hij drie zeges op rij, waarbij hij met zijn derde overwinning in die reeks in juni 2010 geschiedenis schreef. Hij versloeg die dag Fjodor Jemeljanenko op basis van submissie door middel van een triangle armbar. Jemeljanenko had in de eerste tien jaar en 33 wedstrijden van zijn loopbaan alleen een keer verloren op basis van een omstreden beslissing van een ringarts om de partij te staken, 9,5 jaar daarvoor. Werdums volgende en laatste partij bij Strikeforce volgde twaalf maanden later, toen hij het voor de tweede keer in zijn loopbaan opnam tegen Overeem. Die nam revanche voor zijn eerdere nederlaag door Werdum zijn vijfde nederlaag in zijn carrière toe te brengen (unanieme jurybeslissing).
De UFC kocht Strikeforce en al haar vechters in 2011 op. Werdum tekende zodoende voor de tweede keer een contract bij de UFC. Tijdens zijn rentree in februari 2012 versloeg hij Roy Nelson (unanieme jurybeslissing) en datzelfde jaar ook Mike Russow (technische knock-out). In 2013 nam hij vervolgens door middel van submissie (armklem) revanche op Nogueira, zeven jaar nadat die hem versloeg. In 2014 volgden overwinningen op Travis Browne (unanieme jurybeslissing) en Mark Hunt.
Na zijn winst op Browne mocht Werdum eigenlijk vechten voor de zwaargewichttitel, maar kampioen Cain Velasquez raakte geblesseerd. Daardoor werd een partij ingelast tegen Hunt om een interimtitel. Werdum kreeg de Nieuw-Zeelander in de tweede ronde knock-out met een kniestoot gevolgd door enkele vuistslagen. In juni 2015 volgde alsnog een gevecht tegen Velasquez om de algehele UFC-titel in het zwaargewicht. Werdum dwong de Amerikaan halverwege de derde ronde in een submissie door middel van een verwurging (guillotine choke). Een rematch tussen de twee stond op het programma in februari 2016, maar Velasquez haakte geblesseerd af. Stipe Miočić zou die dag daarom als vervanger om de titel vechten tegen Werdum. Anderhalve week voor de partij liep ook Werdum een blessure op en verdween de hele partij van het schema. Op 15 mei 2016 vond er alsnog een titelgevecht tussen Werdum en Miocic plaats tijdens UFC 198 in Curitiba. Zijn tegenstander sloeg hem na 2.47 minuten in de eerste ronde knock-out en nam hem zo zijn wereldtitel af.
Werdum nam het in september 2016 vervolgens voor de tweede keer op tegen Browne en versloeg die voor de tweede keer op basis van een unanieme jurybeslissing. Hij trad in juli 2017 voor de derde keer in zijn carrière aan tegen Alistair Overeem. Die versloeg hem deze keer dankzij een meerderheidsbeslissing van de jury. Werdum versloeg vervolgens Walt Harris (armklem) en Marcin Tybura (unanieme jurybeslissing), waarna Alexander Volkov hem in maart 2018 KO sloeg. Hij zou het in september 2018 opnemen tegen Aleksei Oleinik, maar testte vijf maanden daarvoor positief op anabole steroïden. Hiervoor werd hij in september 2018 voor twee jaar geschorst.

## Kampioenschappen en prestaties

### Mixed martial arts
- Ultimate Fighting Championship
  - Interim Zwaargewichtkampioen (1x, huidig kampioen)
  - Gevecht van de Avond (1x) tegen Roy Nelson
  - Prestatie van de Avond (1x) tegen Mark Hunt

- Strikeforce
  - 2010 Submission van het Jaar tegen Fedor Emelianenko op 26 juni 2010
  - 2010 Verrassing van het Jaar tegen Fedor Emelianenko op 26 juni 2010

- World MMA Awards
  - 2010 Submission of the Year tegen Fedor Emelianenko op 26 juni 2010

- Sherdog
  - 2010 Submission van het Jaar tegen Fedor Emelianenko op 26 juni 2010
  - 2010 Verrassing van het Jaar tegen Fedor Emelianenko op 26 juni 2010
  - 2012 All-Violence Second Team

- Bleacher Report
  - 2010 Submission van het Jaar tegen Fedor Emelianenko op 26 juni 2010
  - 2010 Verrassing van het Jaar tegen Fedor Emelianenko op 26 juni 2010

- MMAFighting
  - 2010 Submission van het Jaar tegen Fedor Emelianenko op 26 juni 2010

- FIGHT! Magazine
  - 2010 Verrassing van het Jaar tegen Fedor Emelianenko op 26 juni 2010

- FightMatrix
  - 2010 Verrassing van het Jaar tegen Fedor Emelianenko op 26 juni 2010

### Submission grappling
- International Brazilian Jiu-Jitsu Federation
  - 2004 IBJJF World Jiu-Jitsu Championships Black Belt - 
  - 2003 IBJJF World Jiu-Jitsu Championships Black Belt - 
  - 2003 IBJJF World Jiu-Jitsu Championships Black Belt - 
  - 2003 Pan American Championships Black Belt Absolute - 
  - 2003 Pan American Championships Black Belt - 
  - 2002 IBJJF World Jiu-Jitsu Championships Brown Belt - 
  - 2002 Pan American Championships Brown Belt - 
  - 2001 IBJJF World Jiu-Jitsu Championships Purple Belt - 
  - 2001 Pan American Championships Purple Belt - 
  - 2001 Pan American Championships Purple Belt - 
  - 2000 IBJJF World Jiu-Jitsu Championships Blue Belt - 
  - 2000 IBJJF World Jiu-Jitsu Championships Blue Belt - 
  - 2000 Pan American Championships Blue Belt -

- Abu Dhabi Combat Club
  - 2011 ADCC Submission Wrestling World Championships - 
  - 2009 ADCC Submission Wrestling World Championships - 
  - 2007 ADCC Submission Wrestling World Championships - 
  - 2005 ADCC Submission Wrestling World Championships - 
  - 2003 ADCC Submission Wrestling World Championships - 
  - 2003 ADCC Submission Wrestling World Championships -